# Internationale Fechtmeisterschaften 1929
Die Internationalen Fechtmeisterschaften 1929 waren die siebte Austragung der heute als Weltmeisterschaft anerkannten Wettbewerbe im Fechten und fanden in der italienischen Stadt Neapel statt. Das von der Fédération Internationale d’Escrime organisierte Turnier wurde offiziell als Europameisterschaft ausgetragen, jedoch waren auch Fechter aus nichteuropäischen Staaten zugelassen. 1937 wurden die Veranstaltungen offiziell in Weltmeisterschaft umbenannt, die Internationalen Fechtmeisterschaften 1929 wurden rückwirkend als siebte Weltmeisterschaft anerkannt.

## Resultate der Männer

### Florett, Einzel
| Platz | Land               | Sportler         |
| ----- | ------------------ | ---------------- |
| 1     | Königreich Italien | Oreste Puliti    |
| 2     | Frankreich         | Philippe Cattiau |
| 3     | Königreich Italien | Giulio Gaudini   |

### Florett, Mannschaft
| Platz | Land               | Sportler |
| ----- | ------------------ | --- |
| 1     | Königreich Italien | Dante Carniel, Giulio Gaudini, Nicola Girace, Gioacchino Guaragna, Gustavo Marzi, Ugo Pignotti, Oreste Puliti, Ciro Verratti |
| 2     | Belgien            | Raymond Bru, Xavier De Beukelaer, Charles Debeur, Robert T’Sas                                                               |
| 3     | Ungarn             | János Hajdú, Ottó Hátszeghy, Gusztáv Kálniczky, György Piller, György Rozgonyi                                               |

### Degen, Einzel
| Platz | Land               | Sportler            |
| ----- | ------------------ | ------------------- |
| 1     | Frankreich         | Philippe Cattiau    |
| 2     | Königreich Italien | Marcello Bertinetti |
| 3     | Königreich Italien | Franco Riccardi     |

### Säbel, Einzel
| Platz | Land               | Sportler          |
| ----- | ------------------ | ----------------- |
| 1     | Ungarn             | Gyula Glykais     |
| 2     | Königreich Italien | Gustavo Marzi     |
| 3     | Ungarn             | Attila Petschauer |

## Resultate der Frauen

### Florett, Einzel
| Platz | Land            | Sportlerin      |
| ----- | --------------- | --------------- |
| 1     | Deutsches Reich | Helene Mayer    |
| 2     | Niederlande     | Johanna de Boer |
| 3     | Ungarn          | Margit Danÿ     |

## Medaillenspiegel
| Platz | Land               | Gold | Silber | Bronze | Gesamt |
| ----- | ------------------ | ---- | ------ | ------ | ------ |
| 1     | Königreich Italien | 2    | 2      | 2      | 6      |
| 2     | Frankreich         | 1    | 1      | 0      | 2      |
| 3     | Ungarn             | 1    | 0      | 3      | 4      |
| 4     | Deutsches Reich    | 1    | 0      | 0      | 1      |
| 5     | Belgien            | 0    | 1      | 0      | 1      |
| 5     | Niederlande        | 0    | 1      | 0      | 1      |